# Iida
Pour les articles homonymes, voir Iida (homonymie).
Iida (飯田市, Iida-shi) est une ville située dans la préfecture de Nagano, au Japon.

## Situation
Iida est située dans le sud de la préfecture de Nagano, au pied du mont Hijiri.

## Démographie
En mai 2021, la population d'Iida était de 98 878 habitants, répartis sur une superficie de 658,66 km2.

## Hydrographie
La ville est traversée par le fleuve Tenryū.

## Histoire
La ville s'est développée à l'époque Edo au sein du domaine d'Iida. Le bourg moderne d'Iida est créé en 1889. Il obtient le statut de ville en 1937.

## Transports
Iida est desservie par l'autoroute Chūō.
La ville est desservie par la ligne Iida de la JR Central. La gare d'Iida est la principale gare de la ville.

## Jumelages
Iida est jumelée avec :
- Tsuyama (Japon) depuis 1969
- Charleville-Mézières (France) depuis 1988[2]
- Ise (Japon) depuis 1996

## Personnalités liées à la municipalité
- Hinatsu Kōnosuke (1890-1971), poète
- Toshinobu Onosato (1912-1986), peintre op art japonais